# Zduny
Pour les articles homonymes, voir Zduny (homonymie).
Zduny (prononciation : [ˈzdunɨ] ; Treustädt jusqu'en 1945) est une ville polonaise du powiat de Krotoszyn de la voïvodie de Grande-Pologne dans le centre-ouest de la Pologne.
Elle est située à environ 6 km au sud-ouest de Krotoszyn, siège du powiat, et à 90 km au sud de Poznań, capitale de la voïvodie de Grande-Pologne.
Elle est le siège administratif (chef-lieu) de la gmina de Zduny.
La ville couvre une surface de 6,2 km2.

## Géographie

Plan de la ville.

La ville de Zduny est située dans la partie sud de la voïvodie de Grande-Pologne, à la frontière avec la voïvodie de Basse-Silésie, ainsi qu'avec la région historique et géographique de Silésie. Le paysage est vallonné et à dominante rurale. Zduny s'étend sur 6,2 km2. La rivière Borownica (pl) passe par la ville.

## Histoire
De 1815 à 1919, Treustädt fait partie de l'arrondissement de Krotoschin dans la province de Posnanie.
De 1975 à 1998, la ville appartenait administrativement à la voïvodie de Kalisz. Depuis 1999, la ville fait partie du territoire de la voïvodie de Grande-Pologne.

## Monuments
- l'église paroissiale catholique saint Jean Baptiste, construite en 1719, de style baroque ;
- l'église évangélique du XVIIIe siècle ;
- l'hôtel de ville, construit en 1684 puis reconstruit au XIXe siècle.

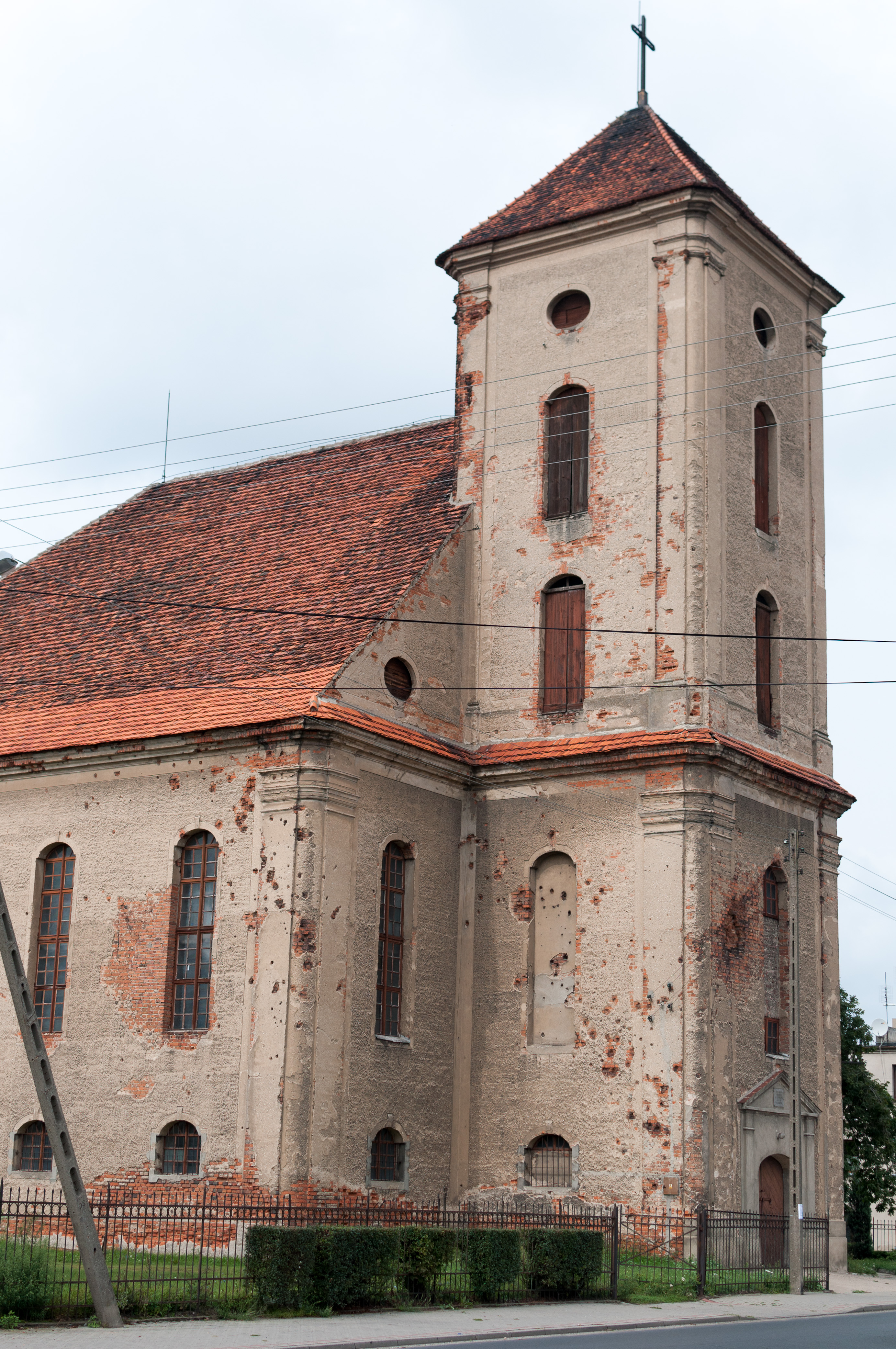
L'église évangélique.

## Voies de communication
La route nationale polonaise n°15 (de) (qui relie Trzebnica à Ostróda) passe par la ville.

La ligne ferroviaire no  281 (Oleśnica - Krotoszyn - Koźmin - Jarocin - Gniezno) traverse et s'arrête par la ville.